# Incidente di Ual Ual
L'incidente di Ual Ual fu uno scontro armato che vide contrapposte truppe etiopiche che si scontrarono con il presidio italiano che occupava l'omonima località di confine. Il 5 dicembre 1934, dopo alcune settimane di tensione tra il presidio e armati etiopici al seguito del fitaurari Sciferrà, iniziò un violento scontro a fuoco per il possesso della località, ricca di pozzi d'acqua, che si trovava in una fascia di territorio contesa e occupata dagli italiani, illegittimamente secondo gli etiopi, fin dal 1926. Questo incidente, seppur all'interno di un quadro più vasto di incidenti di lieve portata, sarebbe potuto essere liquidato, come gli altri, con una trattativa, ma fu invece ingigantito dalla propaganda fascista, che ormai da anni stava preparando l'invasione dell'Etiopia, e divenne ufficialmente il casus belli che serviva al governo Italiano per giustificare quella che divenne poi la guerra d'Etiopia.

## Premesse
Ual Ual (conosciuta anche come Walwal o Welwel) era un importante complesso di 359 pozzi utilizzato da nomadi somali, inglesi, italiani e etiopici, situato all'interno dei deserti dell'Ogaden, in una zona dove i confini non erano ben definiti, tra la Somalia italiana e l'Impero etiopico; tuttavia in base agli accordi del 1897 fra Menelik e Nerazzini, la massima distanza dal mare che la colonia della Somalia italiana poteva raggiungere erano 180 miglia, mentre, in realtà, Ual Ual ne distava 300 e quindi i pozzi dell'Ogaden occupati risultavano essere formalmente, secondo gli accordi stipulati, in territorio etiopico. A partire dal 1925 il governatore della Somalia De Vecchi iniziò a inviare bande di irregolari a presidiare periodicamente Ual Ual e la linea dei punti d'acqua, stabilendo una sorta di confine elastico che Mussolini avallò, nonostante i diplomatici gli avessero fatto notare, carte alla mano, che quel territorio non era di pertinenza italiana. A partire dal 1930 il pozzo fu poi occupato stabilmente da una formazione di truppe coloniali somale italiane (i dubat, letteralmente turbanti bianchi). L'occupazione italiana venne giustificata con il fatto che Ual Ual faceva parte, secondo i somali e gli italiani, dei territori avuti dai sultani somali di Obbia, poi ceduti all'Italia, ma in realtà di incerta appartenenza. L'imperatore, teso ad affermare i diritti dell'Etiopia sull'Ogaden, aveva nominato governatore dell'Harar il deggiasmach Gabré Mariam, figlio del Negus Uolde Ghiorghis, re di Gondar. Nel 1931 Ghebre Mariam portò nel deserto una formazione di quindicimila uomini in una rapida spedizione contro i dubat di confine.
Inoltre gli inglesi, presenti in area tramite le loro colonie in Sudan e Kenya, appoggiavano gli etiopici nei loro rapporti con gli italiani, presenziando ad una commissione mista che aveva il compito di dirimere le dispute di confine.

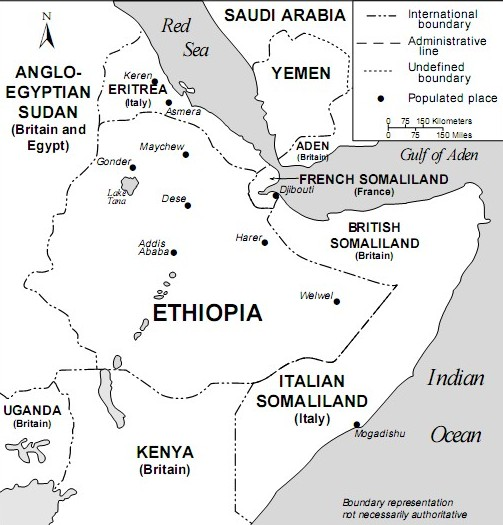
Il Corno d'Africa e l'Arabia sud occidentale verso il 1930 prima della Guerra d'Etiopia. Ual Ual viene indicata con la grafia inglese Walwal o Welwel e sarebbe dentro il territorio etiopico secondo la mappa, redatta dalla Biblioteca del Congresso statunitense. La mappa però specifica "Boundary representation not necessarily authoritative", cioè "La rappresentazione dei confini non è necessariamente autorevole", e Ual Ual vi figura nonostante sia un minuscolo fortino con il villaggio più vicino a 20 km. Di certo allo stato attuale la località è poco più di 100 km entro i confini etiopici.

## Lo scontro
Nel 1934 il fortino di Ual Ual consisteva in una trincea di forma circolare con un diametro di una settantina di metri protetta da tronchi di piante, all'interno della quale vi erano delle semplici capanne abitate dai dubat, oltre a due costruzioni più importanti erette per ospitare i nazionali di passaggio.  All'epoca dei fatti era presidiato da una sessantina di soldati somali, alle dipendenze di due sottoufficiali indigeni, Alì Uelie e Salad Mahmud Hassan; il presidio era appoggiato dal più consistente presidio di Uarder, dotato di mitragliatrici e cannoni, comandato dal capitano Roberto Cimmaruta, responsabile delle bande di confine, soprannominato Anda at (occhi chiari). Era stato minacciato durante il mese di luglio da Omar Samantar, un ribelle che aveva già ucciso un ufficiale italiano, che aveva ricevuto l'ordine da Gabré Mariam di occupare i pozzi, e che tornò il 22 novembre con un migliaio di seguaci, comandati da tre fitaurari (capi militari) etiopici, tra i quali Sciferra, governatore dell'Ogaden, che a sua volta era accompagnato da una commissione inglese di confine, protetta a sua volta da 80 uomini del Somaliland Camel Corps.
Nonostante le intimazioni degli etiopi, forti di circa 600 uomini, i graduati somali a comando del presidio rifiutarono di disertare o di ritirarsi, avvisando il forte di Uarder che, provvisto di radio, informò Mogadiscio. Mentre il governatore della Somalia italiana Rava ordinava l'invio immediato di autoblindo e di alcuni aerei, il 24 novembre arrivò al forte assediato il capitano Cimmaruta, mentre gli etiopi si fortificavano nei pressi delle posizioni italiane.
Nel frattempo la commissione anglo-etiopica inviava una nota di protesta presso il presidio di Uarder contro l'impedimento a mano armata alla libera circolazione in Etiopia nella regione di Ual Ual. Ciò aveva lo scopo di riaffermare l'appartenenza di Ual Ual al suolo etiopico, far constatare agli inglesi la violazione del confine, costringere gli italiani a ritirarsi e, in caso contrario, verificare la resistenza delle difese italiane.
Cimmaruta richiese quindi un colloquio con il comandante della missione inglese, colonnello Clifford. A questo colloquio la delegazione etiopica si presentò con Omar Samantar ed il figlio tra i negoziatori. Durante l'incontro, il campo etiopico fu sorvolato da velivoli italiani in ricognizione che fecero alcuni voli radenti a scopo intimidatorio; uno degli aerei arrivò addirittura a sparare per alcuni secondi dei colpi di mitragliatrice. Sia gli inglesi che gli etiopi non si accorsero di nulla, perché la raffica andò a vuoto e finì coperta dal rumore degli apparecchi; l'episodio rimase sconosciuto, venendo rivelato soltanto nel 1977 dal generale Gerardo Zaccardo, che era stato all'epoca a bordo del velivolo che aveva aperto il fuoco.
A causa della azione provocatoria degli aerei italiani, la delegazione inglese interruppe i colloqui, ritirandosi e inviando note di protesta, mentre gli etiopici, che avevano ricevuto rinforzi in uomini (arrivando a 1 200) e mitragliatrici, iniziarono un confronto, dapprima verbale, che si protrasse per dieci giorni.
Aumentati gli effettivi da entrambe le parti con l'arrivo di circa 600 uomini da parte etiopica e di 400 dubat da parte italiana, coadiuvati da una seconda squadriglia di carri veloci, era chiaro che la possibilità di incidenti era ormai elevatissima e il 5 dicembre, ad un'ora dal tramonto, accadde l'irrimediabile. Esistono due versioni sull'accaduto: secondo gli etiopi lo scontro iniziò alle 15.30, dopo che era partito un ordine di aprire il fuoco dalle postazioni italiane, secondo gli italiani invece lo scontro iniziò alle 17.30, quando venne colpito un dubat di guardia su un albero.
Nei primissimi minuti di fuoco estremamente intenso caddero sia Mahamud Hassan in campo italiano sia il comandante militare etiopico fitaurari Alemajo durante il tentativo etiopico di aggiramento sul fianco; vennero quindi gettate nella mischia le due squadre di autoblindo italiane provenienti da Uarder al comando di Cimmaruta, mentre tre aerei IMAM Ro.1 iniziarono a mitragliare e spezzonare il campo etiopico. La pressione etiope sul fortino venne così allentata, sino a trasformarsi in una fuga disordinata delle truppe abissine al contrattacco dei carri veloci italiani che devastarono il campo e le tende degli etiopi.
Secondo alcune fonti legate allo stesso Cimmaruta, la responsabilità dell'accaduto è da addebitarsi alle sole forze abissine e ai consiglieri inglesi, come il colonnello Clifford. Inoltre, anche secondo Quirico, l'incidente venne ampiamente organizzato e cercato dall'imperatore Hailé Selassié, che credeva di poter alzare con successo la pressione sugli italiani e di riaffermare la sovranità dell'impero etiope nell'Ogaden, anche in vista di una potenziale cessione dell'Ogaden stesso agli inglesi come contropartita necessaria a ottenere la cessione di Zeila, necessaria per aprirsi uno sbocco sul mare. D'altro canto l'Italia vedeva il confronto come una valida occasione per motivare la futura campagna d'Etiopia e nulla fece per evitarlo, finendo con lo sfruttare l'occasione propizia come casus belli del conflitto che sarebbe iniziato 10 mesi dopo.

## Il seguito
La questione dell'incidente di Ual Ual giunse infine al vaglio della Società delle Nazioni il 3 settembre 1935, a quasi un mese dall'inizio delle ostilità: la Commissione d'arbitrato da essa incaricata sull'affare, a cui l'Italia chiamò a partecipare l'ambasciatore conte Aldovrandi ed il consigliere di Stato Raffaele Montagna, rimase sul vago, senza esprimersi sul problema della sovranità, sul possesso materiale o legale, sulle frontiere o su qualsiasi altro argomento su cui sorgevano divergenze. Si limitò a una descrizione delle circostanze che portarono all'incidente, attribuendo la responsabilità ad entrambe le parti, senza entrare minimamente nel merito del fatto che l'area era occupata illegittimamente dagli italiani da quasi dieci anni.